# Christopher-Robin Krause
Pour les articles homonymes, voir Krause.
Christopher-Robin Krause, né le 25 juin 2001, est un cavalier français de voltige.

## Carrière
Aux Jeux équestres mondiaux de 2014 en Basse-Normandie, il est médaillé de bronze en voltige par équipes avec Anthony Presle, Nathalie Bitz, Clément Taillez, Rémy Hombecq et Christelle Haennel. 